# Tom Reyners
Tom Reyners (Bree, 20 april 2000) is een Belgisch voetballer die sinds 2023 uitkomt voor Beerschot.

## Clubcarrière

### Jeugd
Reyners genoot zijn jeugdopleiding bij GS Beek, MVV Maastricht en KRC Genk. In mei 2016 ondertekende hij een driejarig contract bij Genk. In januari 2018 was hij een van de vier jongeren (naast Siebren Lathouwers, Adriano Bertaccini  en Maarten Vandevoordt) die met de A-kern mee op winterstage mocht naar Benidorm. In juli 2018 mocht hij samen met jongeren Tobe Leysen, Gaëtan Coucke en Shawn Adewoye mee op zomerstage met de A-kern naar Horst. In januari 2019 mocht hij samen met Maarten Vandevoordt, Seppe Bastiaens, Tobe Leysen en Bryan Limbombe mee met de A-kern op winterstage in Benidorm.
Op 26 april 2019 liep Reyners een zware kruisbandblessure op tijdens een wedstrijd van de Beker van België van beloften. Hierdoor miste hij naast de bekerfinale ook de titelwedstrijd van de Genk-beloften tegen KSC Lokeren. Uiteindelijk kwam er geen akkoord tussen Genk en Reyners voor een nieuw contract, waardoor hij medio 2020 een vrije speler was.

### Waasland-Beveren
Reyners zette uiteindelijk zijn carrière verder bij Waasland-Beveren, waar hij een contract voor twee seizoenen met één jaar optie ondertekende. Op 22 augustus 2020 maakte hij in het shirt van Waasland-Beveren zijn officiële debuut in de Jupiler Pro League: op de derde speeldag mocht hij tegen Zulte Waregem na 63 minuten invallen voor Brendan Schoonbaert. Tot verdere officiële speelminuten kwam Reyners niet in zijn seizoen, dat overigens eindigde met een degradatie naar Eerste klasse B.
Op 24 oktober 2021 kreeg Reyners, die eerder dat seizoen al drie keer was ingevallen in Eerste klasse B, zijn eerste basisplaats bij Waasland-Beveren: in de competitiewedstrijd tegen Lommel SK (2-1-winst) liet trainer Marc Schneider hem starten. In het seizoen 2021/22 kwam hij in 22 van de 28 competitiewedstrijden in actie, waarvan twaalf keer van basisspeler. De optie in zijn contract werd tegen het einde van het seizoen dan ook gelicht. In het seizoen 2022/23, waarin de club – voortaan als SK Beveren voetballend – om de titel streed met RWDM, mocht hij van trainer Wim De Decker enkel invallen. In de competitie mocht hij dertien keer inkomen, in de Beker van België enkel in de vijfde ronde in de 0-2-zege tegen URSL Visé.

### Beerschot
In juli 2023 ondertekende de transfervrije Reyners een tweejarig contract bij Beerschot VA. Bij Beerschot wist Reyners snel een basisplaats te veroveren. Hij werd dat seizoen een belangrijke speler voor de Antwerpse club, in 30 competitiewedstrijden was hij goed voor 10 doelpunten en 4 assists. Beerschot werd dat seizoen kampioen in de tweede Belgische afdeling en promoveerde daardoor naar het hoogste niveau.

### Lommel SK
In de zomer van 2025 tekende Reyners een driejarig contract bij Lommel SK.

## Clubstatistieken
| Seizoen         | Club             | Land            | Competitie            | Competitie | Competitie | Beker | Beker | Supercup | Supercup | Europees | Europees | Totaal | Totaal |
| Seizoen         | Club             | Land            | Competitie            | Wed.       | Dlp.       | Wed.  | Dlp.  | Wed.     | Dlp.     | Wed.     | Dlp.     | Wed.   | Dlp.   |
| --------------- | ---------------- | --------------- | --------------------- | ---------- | ---------- | ----- | ----- | -------- | -------- | -------- | -------- | ------ | ------ |
| 2020/21         | Waasland-Beveren | Vlag van België | Jupiler Pro League    | 1          | 0          | 0     | 0     | —        | —        | —        | —        | 1      | 0      |
| 2021/22         | Waasland-Beveren | Vlag van België | Eerste klasse B       | 22         | 1          | 1     | 0     | —        | —        | —        | —        | 22     | 1      |
| 2022/23         | SK Beveren       | Vlag van België | Eerste klasse B       | 13         | 0          | 0     | 0     | —        | —        | —        | —        | 13     | 0      |
| 2023/24         | Beerschot        | Vlag van België | Challenger Pro League | 30         | 10         | 2     | 0     | —        | —        | —        | —        | 32     | 10     |
| 2024/25         | Beerschot        | Vlag van België | Jupiler Pro League    | 18         | 1          | 2     | 0     | —        | —        | —        | —        | 20     | 1      |
| 2025/26         | Lommel SK        |                 |                       |            |            |       |       |          |          |          |          |        |        |
| Carrière totaal | Carrière totaal  | Carrière totaal | Carrière totaal       | 84         | 12         | 5     | 0     | 0        | 0        | 0        | 0        | 89     | 12     |

Bijgewerkt op 25 januari 2025